# Ванско четвероевангелие
Ванското четвероевангелие (на грузински: ვანის ოთხთავი) е илюстрован ръкопис на четирите канонични Евангелия, написано с грузинската писменост нусхури. Състои се от 274 изобилно украсени фолиа с размер 29 х 21 cm.
Ръкописът е изготвен в края на 12 век – началото на 13 век по поръчка на грузинската царица Тамара от монаха Йоан в Хроманския манастир в Константинопол. По-късно е пренесен в Грузия, където се съхранява първоначално в манастира Шората в Месхети, след това във Вани, откъдето идва името му, и в манастира Гелати при Кутаиси. Днес Ванското четвероевангелие се намира в Института за ръкописи в Тбилиси.